# Districte de Lodeva
El Districte de Lodeva es troba al departament francès de l'Erau, a la regió d'Occitània. Té 8 cantons i 98 municipis. El cap és la sotsprefectura de Lodeva.

## Antics cantons
- cantó d'Anhana
- cantó de Clarmont d'Erau
- cantó de Ganges
- cantó de Ginhac
- cantó de Lo Cailar
- cantó de Lodeva
- cantó de Lunaç
- cantó de Sant Martin de Londras

## Actuals cantons
- una part del cantó de Clarmont d'Erau (23 municipis)
- cantó de Ginhac
- una part del cantó de Lodeva (47 municipis)